# Kup europskih prvaka u rukometu 1969./70.
Ovo je deseto izdanje Kupa europskih prvaka u rukometu. Sudjelovale su 22 momčadi. Nakon dva kruga izbacivanja igrale su se četvrtzavršnica, poluzavršnica i završnica. Hrvatska nije imala svog predstavnika. Završnica se igrala u Dortmundu ().

## Turnir

### Poluzavršnica
- Steaua Bukurešt -  VfL Gummersbach 16:13, 8:15
- RK Crvenka -  SC Dynamo Berlin-Ost 15:6, 4:14

### Završnica
- VfL Gummersbach -  SC Dynamo Berlin-Ost 14:11

- europski prvak:  VfL Gummersbach (drugi naslov)